# Туже-Поле
Туже-Поле (пол. Turze Pole) — село в Польщі, у гміні Березів Березівського повіту Підкарпатського воєводства.
Населення — 1039 осіб (2011).
У 1975-1998 роках село належало до Кросненського воєводства.

## Демографія
Демографічна структура станом на 31 березня 2011 року:
|          | Загалом | Допрацездатний вік | Працездатний вік | Постпрацездатний вік |
| -------- | ------- | ------------------ | ---------------- | -------------------- |
| Чоловіки | 511     | 111                | 355              | 45                   |
| Жінки    | 528     | 117                | 296              | 115                  |
| Разом    | 1039    | 228                | 651              | 160                  |